# Teologia da Enxada
A Teologia da Enxada é uma corrente teológica surgida em 1969, na Igreja Católica Romana do Nordeste do Brasil, que tem como base a a reflexão a partir da realidade dos agricultores e famílias camponesas. Distingue-se da Teologia da Libertação por centrar-se em um embasamento bíblico, evitando abstrações e conceitos filosóficos, a fim de permanecer próxima à cultura popular. Hoje, muitas das iniciativas missionárias no Nordeste tem como base esta linha teológica.
Surgiu a partir de um grupo de 10 estudantes de Teologia que se reuniram para estudar e ensinar teologia por meio de diálogos com os camponeses. Para isto, viveram três anos no interior, dedicando-se ao trabalho no campo e ao estudo teológico a partir da imersão nesta realidade.
Um dos seus principais expoentes é o teólogo José Comblin.